# Línguas oceânicas
As línguas oceânicas são faladas na Micronésia, Polinésia e na maior parte dos territórios da Melanésia, com aproximadamente 450 línguas descritas. Formam um subgrupo da família malaio-polinésia das línguas austronésias.
Apesar de cobrir uma vasta área, as línguas oceânicas são faladas por menos de dois milhões de pessoas. A língua oceânica com mais falantes é provavelmente o fijiano, com cerca de 300 000 falantes.